# 西面武士
西面武士（さいめんのぶし、西面の武士とも）は、鎌倉時代、上皇に仕え、身辺の警衛、奉仕などにあたった武家集団のこと。西面とは御所での配置場所に由来する呼び名である。
正治2年（1200年）ごろ、後鳥羽上皇が鎌倉幕府の軍事力に対抗して結成したとされるが、結成当時から鎌倉幕府の御家人も多く所属しており、倒幕準備のために創設したとする説の他、武芸を好んだ上皇が幕府とは関係なく創設したとする説もある。
関東や在京の御家人を中心に構成されており、西日本の有力御家人、武勇に優れた武家（武士）が多く、後藤基清や加藤光員、源頼茂らが所属していた。すでに上皇警護には白河上皇によって創設された北面武士があり、ともに院の軍事の中枢を担った。ただ、北面武士と違い、その構成員は武士のみであった。
後鳥羽上皇は在京する鎌倉幕府の御家人に命令することも可能であり、建保2年（1214年）の興福寺による強訴の鎮圧には西面の武士以外の御家人にも出動を命じている。また、承久元年（1219年）の源頼茂の謀反疑惑では、その追討に西面の武士が赴いている。
承久3年（1221年）の承久の乱においては上皇軍として参戦したが、1か月あまりで鎮圧された。乱後、上皇の配流に伴い廃止された。

## 西面武士の在籍者
- 河野通政
- 仁科盛遠
- 後藤基清
- 佐々木広綱
- 加藤光員
- 土岐光行
- 藤原秀康…承久の乱の朝廷方主将
- 藤原秀澄…秀康の弟
- 藤原秀能…秀康の弟